# Austrolethops
Austrolethops – rodzaj ryb z rodziny babkowatych.

## Klasyfikacja
Gatunek zaliczany do tego rodzaju:
- Austrolethops wardi